# Alpenrosenhubel
Alpenrosenhubel är en kulle i Schweiz. Den ligger i distriktet Interlaken-Oberhasli och kantonen Bern, i den centrala delen av landet, 50 km öster om huvudstaden Bern. Toppen på Alpenrosenhubel är 1 849 meter över havet.